# 穆穆
穆穆（1954年8月—），男，安徽定远人，中国大气动力学家，中国科学院大气物理研究所研究员。现任中科院大气物理研究所学术委员会副主任，国际气象学和大气科学协会动力气象委员会委员与行星大气及其演变委员会委员。

## 生平
1978年毕业于安徽大学数学系，1982年获该校应用数学硕士学位，1985年在复旦大学数学系获得应用数学博士学位。